# إسحاق ديفيس (لاعب كرة قدم أمريكية)
إسحاق ديفيس (بالإنجليزية: Isaac Davis)‏ هو لاعب كرة قدم أمريكية أمريكي، ولد في 8 أبريل 1972 في مالفيرن في الولايات المتحدة.

## وصلات خارجية
- إسحاق ديفيس على موقع مرجع كرة القدم المحترفة.كوم (الإنجليزية)
- إسحاق ديفيس على موقع JustSportsStats.com (الإنجليزية)